# A623-as autópálya (Németország)
Az A623-as autópálya (németül: Bundesautobahn 623) egy autópálya Németországban. Hossza 10 km.